# Pillangó utca (stanice metra v Budapešti)
Pillangó utca je stanice metra v Budapešti. Nachází se na lince M2, na jejím východním konci. Pojmenována byla podle nedaleké ulice.
Pillangó utca je povrchová stanice a má dvě boční nástupiště, jež jsou spojena nadchodem. Veřejnosti slouží již od roku 1970. V roce 2007 byla provedena její rekonstrukce, spolu se stanicí Örs vezér tere.